# The Misunderstood

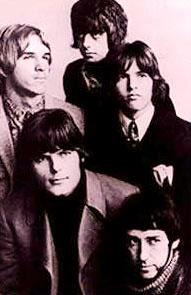
The Misunderstood in London, 1966

The Misunderstood waren eine US-amerikanische Psychedelic-Rock-Band aus Riverside (Kalifornien), die von 1963 bis 1969 existierte. Obwohl sie während ihrer aktiven Zeit nur einige Singles veröffentlichten, gelten sie als eine der innovativsten Bands ihrer Zeit.

## Geschichte
Die Band begann 1963 als eine von vielen Garagenbands, die in den USA infolge der British Invasion entstanden. 1966 zogen sie auf Anregung von John Peel nach London.
The Misunderstood waren von den Yardbirds beeinflusst, mit denen sie oft verglichen werden. Sie nahmen nur wenige Songs auf, von denen einige als Singles erschienen. Ihre Musik wurde von Kritikern gelobt.
1967 musste Sänger Rick Brown in die Staaten zurück, um seinen Militärdienst anzutreten. Der Rest der Band, mit mehreren Umbesetzungen, versuchte sich weiterhin in London, löste sich jedoch 1969 auf.
Gitarrist Glenn Campbell gründete 1969 die Band Juicy Lucy. Der zweite Gitarrist Tony Hill ging zu High Tide. Die Aufnahmen von The Misunderstood wurden ab den 1980er Jahren wieder veröffentlicht.

## Diskografie

### Singles
- 1965: You Don’t Have to Go / Who’s Been Talkin’?
- 1966: I Can Take You to the Sun / Who Do You Love?
- 1969: Children of the Sun / I Unseen
- 1969: Tuff Enough / Little Red Rooster
- 1969: Never Had a Girl (Like You Before) / Golden Glass

### Alben
- 1980: Children of the Sun (EP)
- 1982: Before the Dream Faded
- 1997: The Legendary Gold Star Album
- 1998: Broken Road
- 2004: The Lost Acetates 1965–66